# Seznam ostrovů Kanady
Ostrovy Kanady větší než 2000 km².

## Podle velikosti
|    | ostrov                     | provincie                        | rozloha (km²) | nejvyšší vrchol | max.nadm. výška(m) |
| -- | -------------------------- | -------------------------------- | ------------- | --------------- | ------------------ |
| 1  | Baffinův ostrov            | Nunavut                          | 507 451       | Penny Ice Cap   | 2591               |
| 2  | Viktoriin ostrov           | Nunavut, Severozápadní teritoria | 217 291       | bezejmenný      | 655                |
| 3  | Ellesmerův ostrov          | Nunavut                          | 196 236       | Barbeau Peak    | 2616               |
| 4  | Newfoundland               | Newfoundland a Labrador          | 108 860       | The Cabox       | 814                |
| 5  | Banksův ostrov             | Severozápadní teritoria          | 70 028        | Durham Heights  | 730                |
| 6  | Devon                      | Nunavut                          | 55 247        | Devon Ice Cap   | 1920               |
| 7  | ostrov Axela Heiberga      | Nunavut                          | 43 178        | ...             | ...                |
| 8  | Melvillův ostrov           | Nunavut, Severozápadní teritoria | 42 149        | ...             | ...                |
| 9  | Southampton                | Nunavut                          | 41 214        | ...             | ...                |
| 10 | ostrov prince Waleského    | Nunavut                          | 33 339        | ...             | ...                |
| 11 | Vancouver                  | Britská Kolumbie                 | 31 285        | ...             | ...                |
| 12 | Somerset                   | Nunavut                          | 24 786        | ...             | ...                |
| 13 | Bathurstův ostrov          | Nunavut                          | 16 042        | ...             | ...                |
| 14 | ostrov prince Patrika      | Severozápadní teritoria          | 15 848        | ...             | ...                |
| 15 | ostrov krále Viléma        | Nunavut                          | 13 111        | ...             | ...                |
| 16 | Ellef Ringnes              | Nunavut                          | 11 295        | ...             | ...                |
| 17 | Bylotův ostrov             | Nunavut                          | 11 067        | ...             | ...                |
| 18 | Cape Breton                | Nové Skotsko                     | 10 311        | ...             | ...                |
| 19 | ostrov prince Karla        | Nunavut                          | 9521          | ...             | ...                |
| 20 | Anticosti                  | Québec                           | 7941          | ...             | ...                |
| 21 | Cornwallis                 | Nunavut                          | 6995          | ...             | ...                |
| 22 | Grahamův ostrov            | Britská Kolumbie                 | 6361          | ...             | ...                |
| 23 | ostrov prince Edvarda      | Ostrov prince Edvarda            | 5620          | ...             | ...                |
| 24 | Coatsův ostrov             | Nunavut                          | 5498          | ...             | ...                |
| 25 | Amund Ringnes              | Nunavut                          | 5255          | ...             | ...                |
| 26 | Mackenzie King             | Nunavut, Severozápadní teritoria | 5048          | ...             | ...                |
| 27 | Stefansson                 | Nunavut                          | 4463          | ...             | ...                |
| 28 | Mansel                     | Nunavut                          | 3180          | ...             | ...                |
| 29 | Akimiski                   | Nunavut                          | 3001          | ...             | ...                |
| 30 | Borden                     | Nunavut, Severozápadní teritoria | 2794          | ...             | ...                |
| 31 | Manitoulin                 | Ontario                          | 2766          | ...             | ...                |
| 32 | Moresbyho ostrov           | Britská Kolumbie                 | 2608          | ...             | ...                |
| 33 | Cornwall                   | Nunavut                          | 2358          | ...             | ...                |
| 34 | Ostrov Královské princezny | Britská Kolumbie                 | 2251          | ...             | ...                |
| 35 | Richardsův ostrov          | Severozápadní teritoria          | 2165          | ...             | ...                |